# Rajur
Rajur es una ciudad censal situada en el distrito de Yavatmal en el estado de Maharashtra (India). Su población es de 10692 habitantes (2011). Se encuentra a  96 km de Yavatmal.

## Demografía
Según el censo de 2011 la población de Rajur era de 10692 habitantes, de los cuales 5639 eran hombres y 5053 eran mujeres. Rajur tiene una tasa media de alfabetización del 83,79%, superior a la media estatal del 82,34%: la alfabetización masculina es del 88,82%, y la alfabetización femenina del 78,19%.